# 3 ottobre
Il 3 ottobre è il 276º giorno del calendario gregoriano (il 277º negli anni bisestili). Mancano 89 giorni alla fine dell'anno.

## Eventi
- 2333 a.C. – Data leggendaria della fondazione del Regno di Ko Chosŏn (Corea)
- 42 a.C. – Prima battaglia di Filippi: i triumviri Marco Antonio e Ottaviano combattono una battaglia contro gli assassini di Cesare: Bruto e Cassio. Anche se Bruto sconfigge Ottaviano, Antonio sconfigge Cassio
- 1283 – Dafydd ap Gruffydd, principe di Gwynedd, in Galles, diventa la prima persona giustiziata con il sistema del drawing and quartering
- 1392 – Muhammad VII viene incoronato XII Sultano di Granada
- 1574 – Guerra degli ottant'anni: gli spagnoli tolgono l'assedio di Leida, grazie all'aiuto dei Watergeuzen (pezzenti di mare)
- 1657 – Nel corso della guerra contro l'Impero spagnolo di Filippo IV d'Asburgo, l'esercito francese comandato dal Turenne conquista Mardyck nei Paesi Bassi spagnoli
- 1691 – A Limerick, in Irlanda, viene firmato il Trattato di Limerick, che pone fine alla guerra tra i Giacobiti ed i sostenitori di Guglielmo III d'Orange
- 1712 – Il duca di Montrose emana un mandato d'arresto per Rob Roy MacGregor
- 1739 – Con la firma del Trattato di Nyssa termina la guerra russo-turca del 1735-1739
- 1789 – George Washington proclama il primo Giorno del ringraziamento
- 1835 – A Norimberga viene fondata l'industria Staedtler
- 1837 – Samuel Morse brevetta il suo codice
- 1839 – Inaugurazione della prima linea ferroviaria italiana, la Napoli-Portici
- 1862 - Guerra di secessione americana - Si combatte la seconda battaglia di Corinth il generale William Starke Rosecrans sconfigge le forze confederate del generale Earl Van Dorn
- 1863 – Il Giorno del ringraziamento viene fissato per l'ultimo giovedì di novembre dal presidente statunitense Abraham Lincoln
- 1866 – Con la firma del Trattato di Vienna ha fine la Terza guerra d'indipendenza italiana
- 1873 – Il capo indiano Kintpuash noto come Capitan Jack viene impiccato per aver guidato il suo popolo contro gli Stati Uniti nella guerra modoc
- 1880 – Da Montevideo (Uruguay) salpa la Leone di Caprera per iniziare la traversata dell'Oceano Atlantico
- 1888 – L'esploratore norvegese Fridtjof Nansen raggiunge Godthab terminando la sua spedizione di attraversamento ed esplorazione della Groenlandia
- 1904 – Accordo diplomatico tra Spagna e Francia per estendere la sfera d'influenza di quest'ultima sul Marocco
- 1906 – Prima teatrale del capolavoro di William Vaughn Moody La Grande Barriera
- 1908 – Fondazione del giornale Pravda a Vienna per opera di Leon Trotsky, Adolph Joffe, Matvey Skobelev ed altri esuli russi
- 1909 – A Bologna viene fondato il Bologna Football Club 1909
- 1911 – Guerra italo-turca: iniziano le operazioni italiane per l'occupazione di Tripoli
- 1918 – Re Boris III di Bulgaria sale al trono
- 1924 – Regno hascemita dell'Hegiaz lo sceicco Ali ibn al-Husayn viene incoronato re dell'Hijaz
- 1926 – Si tiene a Vienna il primo congresso dell'Unione Paneuropea
- 1929 – Il Regno dei Serbi, Croati e Sloveni viene ribattezzato in Regno di Jugoslavia
- 1932 – L'Iraq ottiene l'indipendenza dal Regno Unito
- 1935 – L'Italia invade l'Etiopia con le truppe guidate dal generale Emilio De Bono
- 1942
  - La Germania testa le prime V2
  - USA: White Christmas raggiunge il 1º posto nelle classifiche. In seguito ne verranno vendute oltre 30 milioni di copie in tutto il mondo
  - L'Office for Emergency Management dell'Ufficio esecutivo del presidente degli Stati Uniti d'America crea l'Office of Economic Stabilization come strumento di stabilizzazione dell'inflazione durante il periodo bellico
- 1943 – Seconda guerra mondiale: le forze tedesche della 1. Gebirgs-Division della Wehrmacht sono responsabili dell'uccisione di 92 civili nel villaggio greco di Lingiades
- 1945 – Nasce a Parigi la Federazione sindacale mondiale
- 1949 – Vanno in onda dalla sua sede di Atlanta le trasmissioni della WERD, la prima stazione radiofonica dedicata agli afroamericani
- 1951 – Guerra di Corea - nella prima battaglia di Maryang-san le forze dei caschi blu si scontrano con quelle cinesi dell'Esercito Volontario del Popolo
- 1952 – Il Regno Unito testa con successo un'arma nucleare presso le Montebello Islands in Australia
- 1954 – Consacrazione della Basilica di San Petronio a Bologna, avvenuta a circa 500 anni dall'inizio della sua costruzione
- 1957
  - La Corte suprema dello Stato della California sentenzia che la raccolta di poesie di Allen Ginsberg Howl and Other Poems non è oscena
  - Willy Brandt si insedia come sindaco di Berlino Ovest
- 1962 – A Cape Canaveral la Sigma 7 viene lanciata, con a bordo l'astronauta Wally Schirra, per un volo di nove ore
- 1973 – Durante un viaggio in Bulgaria, il segretario del Partito Comunista Italiano Enrico Berlinguer ha un incidente automobilistico che molti ritengono un tentativo di attentato
- 1980
  - Il criminale nazista Gustav Wagner viene trovato morto con un coltello nel petto a San Paolo, in Brasile.
  - Un'esplosione alla sinagoga di Parigi in rue Copernic, frutto di un attentato terroristico, provoca 4 morti e 46 feriti. L'attentato viene rivendicato dall'organizzazione francese di estrema destra Fédération d'action nationale et européenne (FARE) ma gli inquirenti propendono per il terrorismo palestinese
- 1981 – Lo sciopero della fame portato avanti dai prigionieri dell'IRA, nel Carcere di Maze, nella località di Long Kesh, vicino a Lisburn, termina dopo sette mesi. Durante lo sciopero sono morti dieci detenuti
- 1985 – Viene lanciata la missione dello Space Shuttle Atlantis STS-51-J dal John F. Kennedy Space Center
- 1990
  - Germania: riunificazione tedesca; la Germania Est confluisce nella Repubblica Federale
  - Si sciolgono i CCCP - Fedeli alla linea
- 1993
  - A Sarajevo, nel corso della guerra bosniaca, viene ucciso da un cecchino il pacifista italiano Gabriele Moreno Locatelli, primo straniero coinvolto nel conflitto
  - Nel tentativo di catturare i luogotenenti del signore della guerra Mohamed Farah Aidid, a Mogadiscio (Somalia), 18 Rangers statunitensi e circa 2.000 somali vengono uccisi. Le forze statunitensi si ritireranno dalla Somalia poco dopo
- 2006 – La Corea del Nord annuncia di voler intraprendere test nucleari che inizieranno il 9 ottobre
- 2009 – Azerbaigian, Kazakistan, Kirghizistan e Turchia firmano la creazione del Consiglio di cooperazione dei paesi turcofoni
- 2010 – La Germania finisce di pagare i debiti imposti dal Trattato di Versailles, seguito alla prima guerra mondiale; in occasione del ventesimo anniversario della riunificazione tedesca, le casse tedesche hanno versato gli ultimi 70 milioni di euro alle potenze vincitrici, concludendo di fatto l'effetto del trattato
- 2011 – Helle Thorning-Schmidt, leader del Partito Socialdemocratico danese diventa il primo ministro danese donna
- 2012 – Tre autobomba esplodono ad Aleppo nell'angolo est della piazza Saadallah al-Jabiri, la piazza centrale della città, uccidendo 40 persone e ferendone 122.
- 2013 – Naufragio di Lampedusa
- 2017 – Viene assegnato il Premio Nobel per la fisica agli scienziati Rainer Weiss, Kip Thorne e Barry Barish per aver fondato il progetto LIGO per la ricerca sulle onde gravitazionali

## Nati
Ci sono circa 1 120 voci su persone nate il 3 ottobre; vedi la pagina Nati il 3 ottobre per un elenco descrittivo o la categoria Nati il 3 ottobre per un indice alfabetico.

## Morti
Ci sono circa 470 voci su persone morte il 3 ottobre; vedi la pagina Morti il 3 ottobre per un elenco descrittivo o la categoria Morti il 3 ottobre per un indice alfabetico.

## Feste e ricorrenze

### Civili
Nazionali:
- Corea del Sud – Giorno della fondazione nazionale (Gaecheonjeol 개천절)
- Germania – Giorno dell'unità tedesca
- Italia – Giornata nazionale in memoria delle vittime dell'immigrazione[1]

### Religiose
Cristianesimo:
- Santi Andrea de Soveral, Ambrogio Francesco Ferro e compagni martiri del Brasile
- San Benedetto di Como, vescovo
- Santa Candida di Roma, martire
- San Cipriano di Tolone, vescovo
- San Dionigi l'Areopagita, vescovo, discepolo di san Paolo
- Santi Dionigi, Fausto, Caio, Pietro, Paolo e compagni, martiri
- Sant'Edmondo di Scozia, monaco
- Sant'Esichio, discepolo di Sant'Ilarione
- Santi Ewaldo il Nero ed Ewaldo il Bianco, monaci e martiri
- San Gerardo di Brogne, abate
- San Massimiano di Ksar Bagai, vescovo
- Beato Adalgotto di Coira, vescovo
- Beata Agostina dell'Assunzione, vergine mercedaria
- Beato Crescenzio Garcia Pobo, sacerdote e martire
- Beato Damiano de Portu, mercedario
- Beato Desiderio Franco, agostiniano
- Beato Giovanni Tapia, mercedario
- Beato Giuliano da Palermo, monaco
- Beato José María González Solís, sacerdote domenicano
- Beato José María Poyatos Ruiz, martire
- Beata Maddalena la Maggiore, vergine mercedaria
- Beato Raimundo Castaño González, sacerdote domenicano, martire
- Beato Utto di Metten, abate